# Bagno di Romagna
Bagno di Romagna é uma comuna italiana da região da Emília-Romanha, província de Forlì-Cesena, com cerca de 6.090 habitantes. Estende-se por uma área de 233 km², tendo uma densidade populacional de 26 hab/km². Faz fronteira com Bibbiena (AR), Chiusi della Verna (AR), Mercato Saraceno, Poppi (AR), Pratovecchio (AR), Santa Sofia, Sarsina, Verghereto.

## Demografia
| Variação demográfica do município entre 1861 e 2011                               |
|                                                                                   |
| Fonte: Istituto Nazionale di Statistica (ISTAT) - Elaboração gráfica da Wikipedia |